# Frank Erwin Center
O Frank C. Erwin Jr. Center (comumente conhecido como Frank Erwin Center ou UT Erwin Center e, originalmente, Special Events Center) foi uma arena multifuncional localizada no campus da Universidade do Texas em Austin, em Austin, Texas. Às vezes era referido como "The Drum" ou "The Superdrum", devido à sua aparência redonda, semelhante a um tambor do lado de fora (não deve ser confundida com o Big Bertha, o grande bumbo usado pela banda da Universidade do Texas).